# Codex Carolinus
Ne doit pas être confondu avec Codex epistolaris Carolinus.

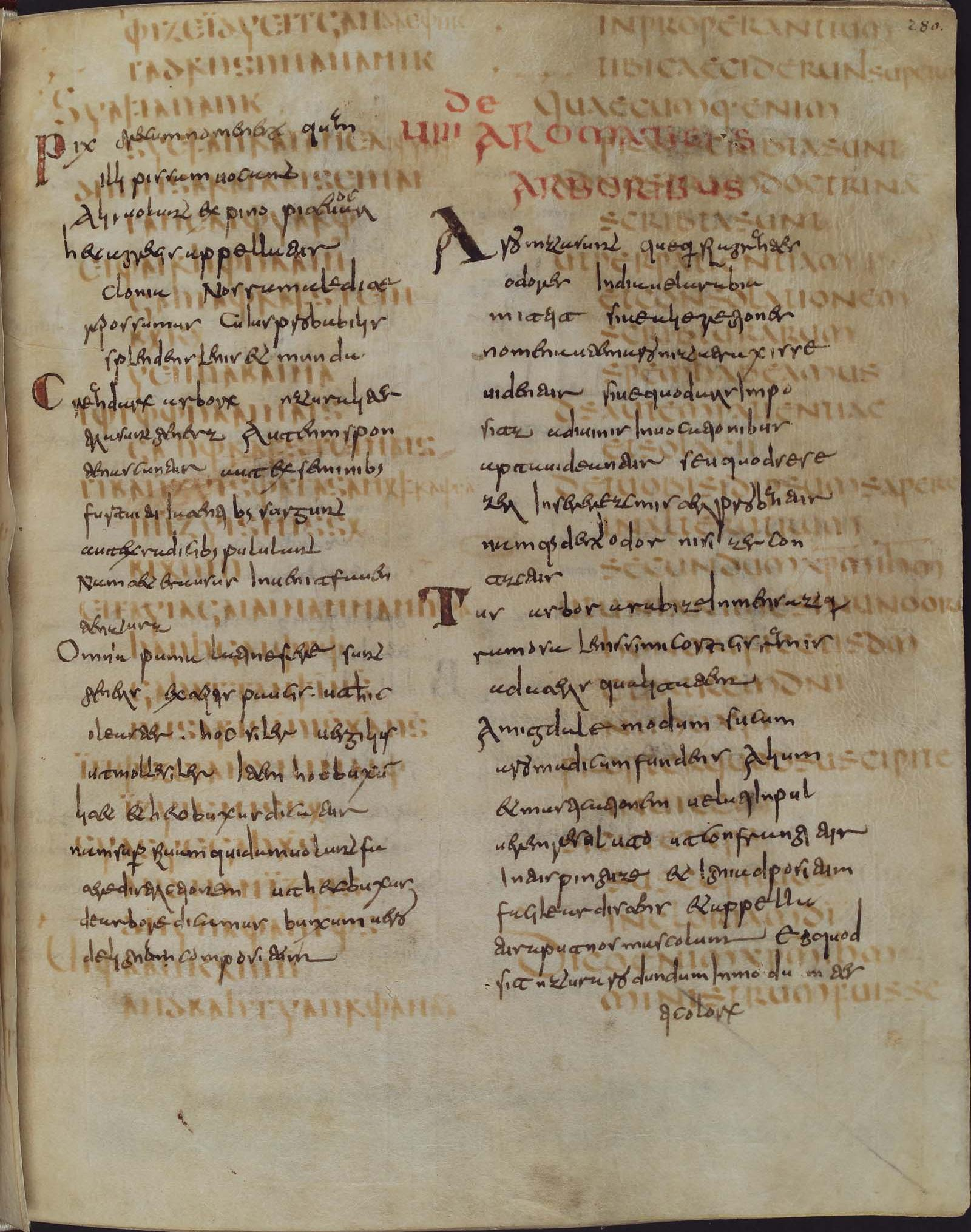
Feuillet 280, recto, du Codex Guelferbytanus Weissenburgensis ; Épître aux Romains 15:3-8.

Le Codex Carolinus est un manuscrit datant du VIe ou VIIe siècle, rédigé en onciale. Ce codex est un palimpseste où un texte en latin, une vieille traduction latine du Nouveau Testament depuis le grec, recouvre un texte en gotique, un exemplaire de la Bible de Wulfila.
L'abréviation médiévale pour le texte en gotique est Car, celle du texte en latin est gue. Le parchemin est conservé en Allemagne à la Herzog August Bibliothek.
Ce texte en gotique est l'un des très rares manuscrits de la Bible traduite par l'évêque goth Wulfila,. Le manuscrit n'est pas complet, ses quatre feuillets ont été réemployés pour rédiger un autre manuscrit, Codex Guelferbytanus 64 Weissenburgensis. Le paléographe allemand Franz Anton Knittel (en) est le premier à l'avoir examiné et déchiffré.

## Description
Le codex est parcellaire, il ne contient que l'Épître aux Romains (11:33-12:5; 12:17-13:5; 14:9-20; 15:3-13) sur quatre feuillets de 26,5 sur 21,5 cm. Le texte comporte deux colonnes de 27 lignes. La colonne de gauche est en gotique, celle de droite en latin.
Le texte n'est pas rédigé en chapitres. Les nomina sacra sont utilisés dans les deux textes, gotique et latin (ihm et ihu pour Jesum et Jesu). Toutes les abréviations comportent une barre en suscription,. Une partie du texte, Romains 14:14, présente un intérêt pour la critique textuelle.
L'ensemble du livre est connu sous le nom de Codex Guelferbytanus 64 Weissenburgensis. Le début concerne les origines d'Isidore de Séville et comporte six de ses lettres. La suite comporte des manuscrits plus récents tels que le Codex Guelferbytanus A, le Codex Guelferbytanus B et le Codex Carolinus lui-même.

## Histoire

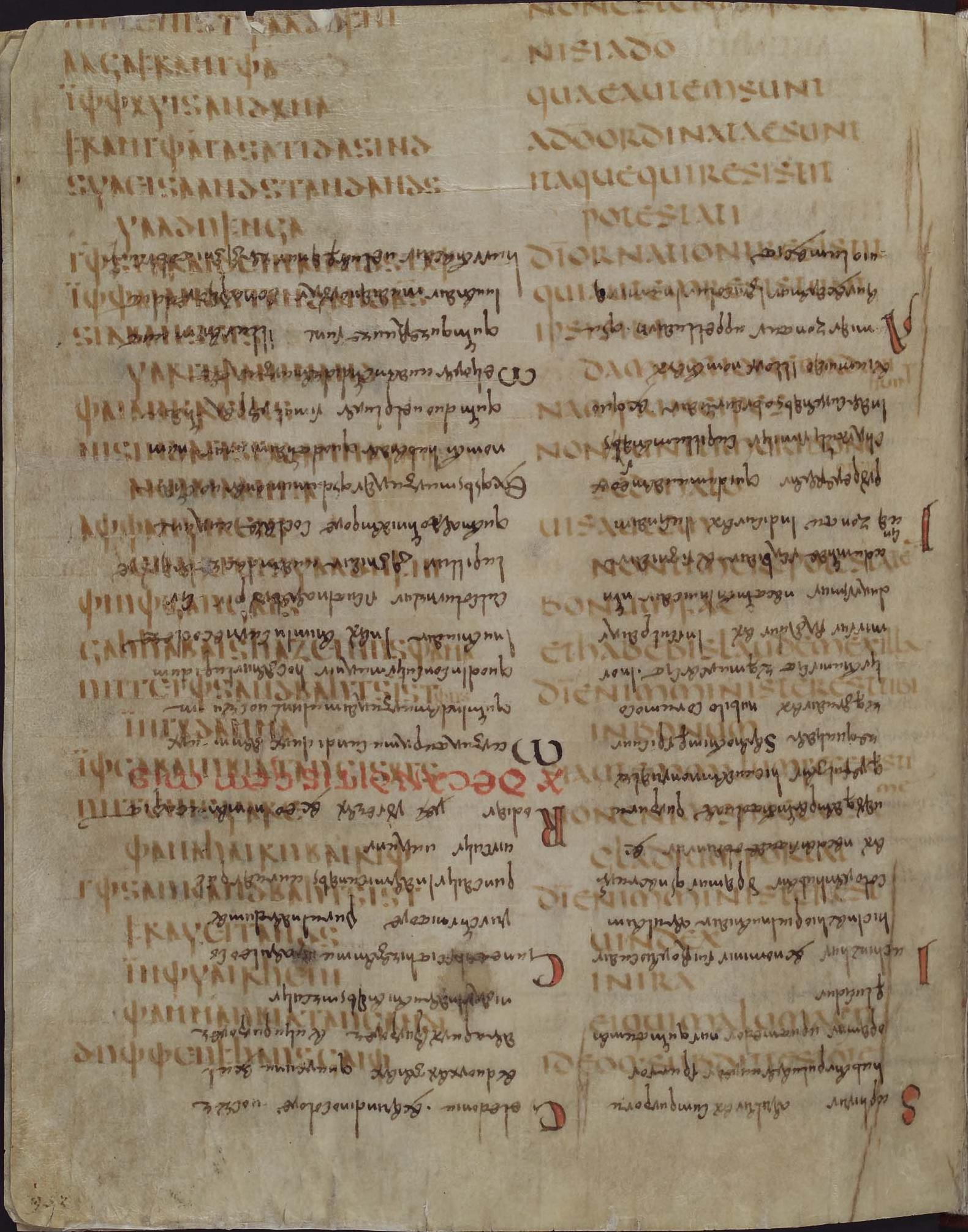
Feuillet 256, verso, Romains 12:17-13:1.

Les paléographes datent le manuscrit du VIe ou VIIe siècle. Selon Tischendorf, il a été écrit au VIe siècle. Au XIIe ou XIIIe siècle, quatre des feuillets sont réutilisés et recouverts d'un texte en latin, puis son histoire se confond avec celle des codex Guelferbytanus A et B.,
Le manuscrit a été conservé à Bobbio, Weissenburg, Mayence, Prague, puis à la librairie ducale de Wolfenbüttel, où il est redécouvert au XVIIIe siècle. La première description en est faite par Heusinger. 
Franz Anton Knittel (en) (1721–1792) identifie deux textes du Nouveau Testament qu'il désigne par A et B, puis le texte en deux colonnes gotique-latin plus tard nommé Codex Carolinus. Il le déchiffre et le publie en 1762 à Brunswick. Dans son édition, toutes les abréviations sont retranscrites en entier. La traduction est republiée à Uppsala en 1763, puis à nouveau par Theodor Zahn.
Knittel commet des erreurs, particulièrement sur le texte en latin, il ne déchiffre pas tous les mots et la traduction est lacunaire (p. ex. Romains 11:35; 12:2; 15:8). Tischendorf revoit le texte en latin et republie une traduction complète en 1855. Une nouvelle version du texte en gotique est établie en 1999 par la paléographe Carla Falluomini (en).
Le codex est conservé à la Herzog August Bibliothek (n° 4148) à Wolfenbüttel.